# Campeonato da Europa de Atletismo de 2014 - 1500 m feminino
A prova dos 1500 metros feminino do Campeonato da Europa de Atletismo de 2014 foi disputada entre os dias 12 e 15 de agosto de 2014 no Estádio Letzigrund em Zurique,  na Suíça. 

## Recordes
Antes desta competição, os recordes mundiais e do campeonato nesta prova eram os seguintes:
|                       | Nome              | Nacionalidade   | Tempo    | Local      | Data                   |
| --------------------- | ----------------- | --------------- | -------- | ---------- | ---------------------- |
| Recorde mundial       | Qu Yunxia         | China           | 3m50s46  | Pequim     | 11 de setembro de 1993 |
| Recorde do campeonato | Tatyana Tomashova | Rússia          | 3m56s 91 | Gotemburgo | 13 de agosto de 2006   |
| Recorde europeu       | Tatyana Kazankina | União Soviética | 3m52s47  | Zurique    | 13 de agosto de 1980   |

## Medalhistas
| Ouro               | Prata               | Bronze                |
| Sifan Hassan (NED) | Abeba Aregawi (SWE) | Laura Weightman (GBR) |

## Cronograma
Todos os horários são locais (UTC+2).
| Data         | Hora  | Evento  |
| ------------ | ----- | ------- |
| 12 de agosto | 10:35 | Bateria |
| 15 de agosto | 19:25 | Final   |

## Resultados

### Bateria
Qualificação: 4 atletas de cada bateria  (Q) mais os 4 melhores qualificados (q).
| Posição | Bateria | Atleta                 | Nacionalidade | Tempo   | Notas |
| ------- | ------- | ---------------------- | ------------- | ------- | ----- |
| 1       | 2       | Sifan Hassan           | Países Baixos | 4:09.55 | Q     |
| 2       | 2       | Renata Pliś            | Polónia       | 4:10.03 | Q     |
| 3       | 2       | Federica Del Buono     | Itália        | 4:10.47 | Q     |
| 4       | 2       | Laura Weightman        | Grã-Bretanha  | 4:10.55 | Q     |
| 5       | 2       | Hannah England         | Grã-Bretanha  | 4:10.73 | q     |
| 6       | 2       | Diana Sujew            | Alemanha      | 4:11.27 | q     |
| 7       | 2       | Anna Shchagina         | Rússia        | 4:11.27 | q     |
| 8       | 2       | Nataliya Pryshchepa    | Ucrânia       | 4:11.42 | q     |
| 9       | 1       | Abeba Aregawi          | Suécia        | 4:11.64 | Q     |
| 10      | 1       | Amela Terzić           | Sérvia        | 4:11.75 | Q     |
| 11      | 2       | Luiza Gega             | Albânia       | 4:12.25 |       |
| 12      | 1       | Svetlana Karamasheva   | Rússia        | 4:12.94 | Q     |
| 13      | 1       | Ingvill Måkestad Bovim | Noruega       | 4:13.02 | Q     |
| 14      | 1       | Anna Mishchenko        | Ucrânia       | 4:14.24 |       |
| 15      | 1       | Laura Muir             | Grã-Bretanha  | 4:14.69 |       |
| 16      | 2       | Lucia Klocová          | Eslováquia    | 4:14.77 |       |
| 17      | 1       | Maureen Koster         | Países Baixos | 4:15.11 |       |
| 18      | 2       | Diana Mezuliáníková    | Chéquia       | 4:15.40 |       |
| 19      | 1       | Sonja Roman            | Eslovênia     | 4:16.38 |       |
| 20      | 1       | Esma Aydemir           | Turquia       | 4:16.90 |       |
| 21      | 1       | Margherita Magnani     | Itália        | 4:17.19 |       |
| 22      | 1       | Agata Strausa          | Letônia       | 4:17.61 |       |
| 23      | 1       | Isabel Macías          | Espanha       | 4:17.76 |       |
| 24      | 2       | Gamze Bulut            | Turquia       | 4:18.28 |       |
| 25      | 2       | Liina Tšernov          | Estónia       | 4:25.18 |       |

### Final

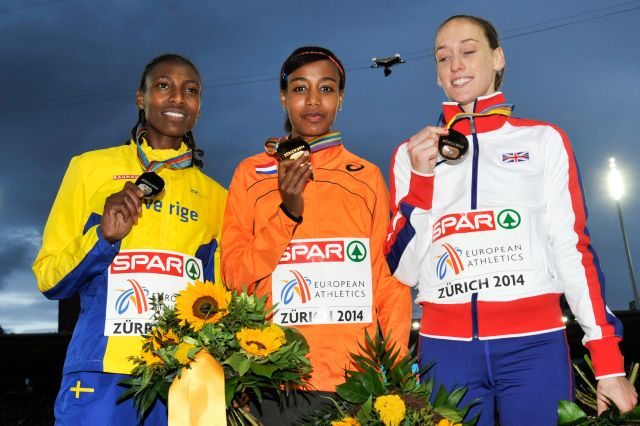
O pódio

| Posição           | Atleta                 | Nacionalidade | Tempo   | Notas           |
| ----------------- | ---------------------- | ------------- | ------- | --------------- |
| Medalha de ouro   | Sifan Hassan           | Países Baixos | 4:04.18 |                 |
| Medalha de prata  | Abeba Aregawi          | Suécia        | 4:05.08 |                 |
| Medalha de bronze | Laura Weightman        | Grã-Bretanha  | 4:06.32 |                 |
| 4                 | Renata Pliś            | Polónia       | 4:06.65 |                 |
| 5                 | Federica Del Buono     | Itália        | 4:07.49 | Recorde pessoal |
| 6                 | Hannah England         | Grã-Bretanha  | 4:07.80 |                 |
| 7                 | Anna Shchagina         | Rússia        | 4:08.05 |                 |
| 8                 | Diana Sujew            | Alemanha      | 4:08.63 |                 |
| 9                 | Ingvill Måkestad Bovim | Noruega       | 4:08.85 |                 |
| 10                | Nataliya Pryshchepa    | Ucrânia       | 4:08.89 | Recorde pessoal |
| 11                | Svetlana Karamasheva   | Rússia        | 4:11.35 |                 |
| 12                | Amela Terzić           | Sérvia        | 4:19.11 |                 |

Legenda
| Recorde mundial       | Recorde mundial (World record)               |                       | Recorde africano                      | Recorde africano (African) |                                           | Q | Classificado por posição (Qualified) |
| Recorde do campeonato | Recorde do campeonato (Championship record)  | Recorde da América    | Recorde da América (Americas)         | q                          | Classificado por melhor tempo (Qualified) |   |                                      |
| Melhor marca do ano   | Melhor marca do ano (World leading)          | Recorde asiático      | Recorde asiático (Asian)              | DNS                        | Não largou (Did not start)                |   |                                      |
| Recorde nacional      | Recorde nacional (National record)           | Recorde europeu       | Recorde europeu (European)            | DNF                        | Não terminou (Did not finish)             |   |                                      |
| Recorde pessoal       | Recorde pessoal do atleta (Personal best)    | Recorde da Oceania    | Recorde da Oceania (Oceania)          | DSQ / DQ                   | Desclassificado (Disqualified)            |   |                                      |
| Recorde da temporada  | Recorde da temporada do atleta (Season best) | Recorde sul-americano | Recorde sul-americano (South America) | NM                         | Sem marca (No mark)                       |   |                                      |